# Sturmabteilung

Heute als Kennzeichen einer ehemaligen nationalsozialistischen Organisation verboten: SA-Abzeichen

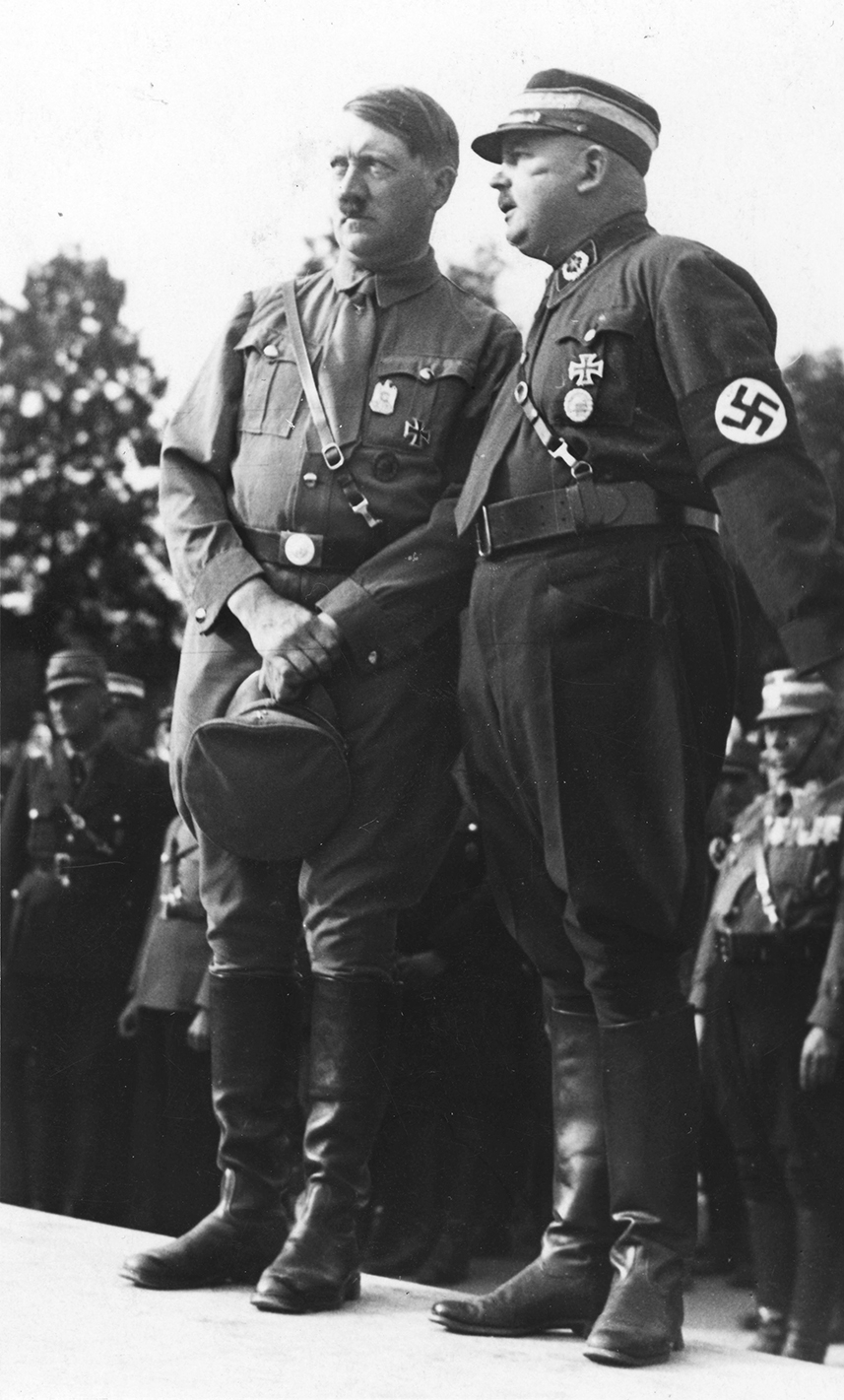
Hitler und Röhm auf dem Reichsparteitag 1933

Die Sturmabteilung (SA) war die paramilitärische Kampforganisation der NSDAP während der Weimarer Republik und spielte als Ordnertruppe eine entscheidende Rolle beim Aufstieg der Nationalsozialisten, indem sie deren Versammlungen vor Gruppen politischer Gegner mit Gewalt abschirmte oder gegnerische Veranstaltungen behinderte. Aufgrund ihrer Uniformierung mit braunen Hemden ab 1924 wurde die Truppe auch „Braunhemden“ genannt. Im Vorfeld der Machtergreifung 1933 widmete sich die Organisation, neben der Propaganda, intensiv dem Straßenkampf und Überfällen auf Sozialdemokraten, Kommunisten und Juden. Dabei wurden Konflikte mit der Staatsmacht sorgfältig vermieden.
In der Anfangsphase des NS-Staats setzte Hermann Göring, als Reichskommissar für das preußische Innenministerium Dienstherr der preußischen Polizei, die SA als „Hilfspolizei“ ein. Nachdem Mitte 1934 SS-Einheiten die Führungsspitze der SA beim sogenannten Röhm-Putsch ermordet hatten, verlor sie in der restlichen Zeit des Nationalsozialismus stark an Bedeutung.
Nach der bedingungslosen Kapitulation 1945 wurde sie, wie die NSDAP und SS, mit dem Kontrollratsgesetz Nr. 2 verboten und aufgelöst.

## Geschichte
Die Geschichte der SA lässt sich in drei historische Etappen unterteilen: Die Frühphase von 1920/21 bis 1923, danach den Aufstieg zur Massenorganisation und ab 1934 als Organisation im NS-Staat.

### Anfänge der Organisation und Namenswandel
Die erste Ordnertruppe wurde im Januar 1920 als Saalschutz (kurz S.S.) zunehmend in „Saalschlachten“ eingesetzt; sie bestand vor allem aus Angehörigen verschiedener Freikorps sowie einigen Angehörigen der bayerischen Reichswehr. Die Gruppe wurde zunächst als Turn- und Sportabteilung im November 1920 gegründet, und am 5. Oktober 1921 umbenannt in Sturmabteilung (SA).
Als im Januar 1920 die Deutsche Arbeiterpartei (DAP) erste Massenveranstaltungen abhielt, wurde schnell die Notwendigkeit eines eigenen Ordnungsdienstes klar, wie er auch bei anderen Parteien üblich war. Am 12. November 1920 gründete der Uhrmacher Emil Maurice, dessen jüdische Herkunft Adolf Hitler damals unbekannt war, eine „Turn- und Sportabteilung“ der Partei. Dieses Datum wurde eher willkürlich gewählt, denn der tatsächliche Aufbau der SA begann bereits 1919 und verlief zeitgleich zur politischen Formierung der DAP/NSDAP. Nachdem Hitler im Juli 1921 diktatorische Machtbefugnisse in seiner Partei erhalten hatte, entwickelte sich der Ordnungsdienst zur Parteitruppe, die seinem Machterhalt diente.
Aus diesem Saalschutz entwickelte sich über mehrere Schritte die spätere Sturmabteilung (kurz S.A.) als reine Schlägertruppe für provozierte Zusammenstöße mit linksgerichteten Parteien (vor allem der KPD), die vielfach zu brutalen Straßenkämpfen führten.
Hitler stellte eine neue Schutztruppe der Parteiführung namens Sturm-Staffel auf, deren Abkürzung auch wieder SS lautete und die aus wenigen in der NSDAP verbliebenen Freikorps-Angehörigen bestand. Diese Sturm-Staffel übernahm die Funktion der parteiinternen Ordnertruppe. Aus besonders aggressiven Angehörigen dieser Sturm-Staffel formierte Hitler 1923 seine persönliche Leibwache, den Stoßtrupp Adolf Hitler.
Nach einer besonders brutal geführten Saalschlacht zwischen Nationalsozialisten und Angehörigen der KPD wurden die Angehörigen dieser Sturm-Staffel und das noch namenlose Gros der uniformierten Freikorps- und Schlägertruppen (mit Ausnahme des Stoßtrupps Adolf Hitler) am 4. November 1921 von Hitler offiziell in Sturmabteilung umbenannt. Der neue Name bezog sich auf eine im Ersten Weltkrieg zur Überwindung des Stellungskriegs von Willy Rohr entwickelte militärische Kampftaktik. Die damals in vermutlich 21 Gruppen unterteilte und etwa 300 Mann starke SA war zu diesem Zeitpunkt nicht nur in München, sondern auch in Freising, Landshut und Bad Tölz mit eigenen Einheiten vertreten.
Die SA ist dreimal verboten worden – am 23. November 1923, am 13. April 1932 und am 10. Oktober 1945 – und wurde zweimal wieder legalisiert: am 16. Februar 1925 und am 14. Juni 1932. Als Folge des Hitler-Ludendorff-Putsches wurden die NSDAP und ihre Organisationen verboten. Zur Umgehung dieses Verbots wurde die SA von April 1924 bis Februar 1925 als Frontbann bezeichnet.
Nach der Machtübernahme im Januar 1933 waren nur noch die Kurzbezeichnungen (Akronyme) „SA“ und „SS“ in Gebrauch. SA und SS bestanden bis zur Ausschaltung der SA-Führung Mitte 1934 als nominell separate Organisationen.

### Ursprung in Wehrverbänden bis Verbot der SA 1923–1925
Die Turn- und Sportabteilung wurde zu einem Auffangbecken für frühere Angehörige der im Juni 1921 aufgelösten Einwohnerwehren und des vormaligen Freikorps Oberland. Den Aufbau des parteieigenen Ordnungsdienstes übernahm der mit der Reichswehr und den Freikorps vernetzte Ernst Röhm. Als Mitglied der NSDAP und aktiver Hauptmann und Generalstabsoffizier beim Infanterieführer der VII. bayerischen Reichswehrdivision war er das Verbindungsglied zwischen den rechten Wehrverbänden und der Reichswehr. Aus ehemaligen Angehörigen der Minenwerfer-Kompanie 19 der vormaligen Bayerischen Armee bildete er den ersten Saalschutz der Partei. Als Kommandanten dienten ehemalige Mitglieder der im April 1920 aufgelösten Marine-Brigade Ehrhardt. Am 3. August 1921 wurde zunächst Hermann Ehrhardt von Röhm als Führer eingesetzt; dieser delegierte die Aufgabe jedoch am 8. August an den Leutnant Hans Ulrich Klintzsch. Klintzsch wurde Anfang September 1921 im Zusammenhang mit dem Mord an Matthias Erzberger verhaftet. Bis zu Klintzschs Freilassung Anfang 1922 übernahm nochmals Emil Maurice die Führung. Als so genannter Wehrverband diente die SA der Einschüchterung politischer Gegner; sie wurde auch von der bayerischen Regierung in Mobilmachungspläne einbezogen. Die militärische Ausbildung erfolgte durch die 7. (Bayerische) Division der Reichswehr (insbesondere durch das Pionierbataillon 7 und das Infanterie-Regiment 19).
Die Münchener SA umfasste 1923 rund 1150 Mann und verfügte über Artilleriehundertschaften und Kavalleriezüge. Ihre Kommandanten legten sich militärische Bezeichnungen wie Gewehr- oder Geschützführer zu. Das Jahr 1923 war von, teils mit Gewalt verbundenen, Auseinandersetzungen zwischen rechten und linken Gruppierungen geprägt (Deutscher Oktober). Auf Betreiben Röhms entstand im Februar 1923 die „Arbeitsgemeinschaft der vaterländischen Verbände“. In ihr fanden sich jetzt die SA, die „Vereinigten Vaterländischen Verbände Münchens“, die „Reichsflagge“, der „Bund Oberland“ und der Gau Niederbayern des Bundes Bayern und Reich zusammen. Am 1. Mai 1923 versuchte die Arbeitsgemeinschaft, die Maiumzüge von SPD und Gewerkschaften in München zu verhindern und zog einige tausend Mann, darunter 1300 Mitglieder der SA, bewaffnet auf dem Oberwiesenfeld zusammen. Sie beugte sich aber kampflos dem Gegenaufmarsch von Polizei und Reichswehr und gab die Waffen zurück, die sie sich gegen das Verbot der Reichswehr aus Armeedepots beschafft hatte. Röhm, den die bayerische Reichswehrführung unter Otto von Lossow dafür verantwortlich machte, wurde von seinem bisherigen Posten bei der Reichswehr entfernt und nach einem Urlaub von München nach Grafenwöhr abkommandiert.

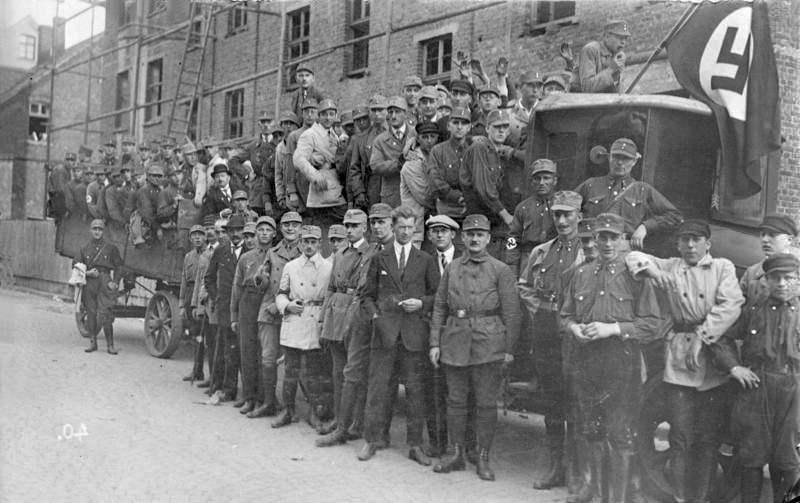
Sturmabteilung aus Essen in noch uneinheitlicher Kleidung, 1926

Am 9. November 1923 beteiligten sich auch die rund 2000 Mitglieder der SA unter ihrem militärischen Führer Hermann Göring am Hitler-Ludendorff-Putsch. Bei diesem Putschversuch wurden 16 NSDAP-Mitglieder (darunter fünf Stoßtrupp-Männer) von der bayerischen Landespolizei und dem Militär erschossen; die Partei hatte damit ihre ersten „Blutzeugen“. Göring floh nach Innsbruck.

### Zeit des Verbotes 1923–1925
Nach dem Putsch übertrug Reichspräsident Friedrich Ebert dem Chef der Reichswehr – Hans von Seeckt – die vollziehende Gewalt. Dieser erließ am 23. November ein Verbot der NSDAP und auch der KPD.
Ernst Röhm, der von Hitler mit der militärischen Leitung des verbotenen Kampfbunds und der inzwischen verbotenen SA beauftragt worden war, setzte sich nach seiner Haftentlassung (1. April 1924) bei einer am 17. und 18. Mai 1924 in Salzburg abgehaltenen Tagung als SA-Führer anstelle Görings durch. Er entwickelte Richtlinien für eine Reorganisierung der SA. Schon 1924 waren außerhalb Bayerns unter Decknamen oder als Teil anderer Verbände erste SA-Gruppen im Ruhrgebiet und Westfalen und auch einige in Nord-, Ost- und Mitteldeutschland entstanden, wobei jedoch die Mitgliederfluktuation innerhalb des Spektrums der Wehrverbände sehr stark war.
Zusätzlich entwarf Röhm Pläne für eine reichsweite, von der Partei unabhängige Truppe namens Frontbann. Die immer noch verbotene SA sollte den Kern der Truppe bilden, die aber auch anderen Wehrverbänden offenstand. Obwohl Hitler diesen Plan ablehnte, da er befürchtete, solche Aktivitäten könnten seine Freilassung gefährden und die SA könne ihm entzogen werden, gelang Röhm im August 1924 die Gründung des „Frontbanns“. Dieser zählte bald etwa 30.000 Anhänger.

### Restrukturierungen 1925 bis 1930
Am 27. Februar 1925 wurde die SA von Ernst Röhm, einen Tag nach der Aufhebung des Verbots, neu aufgestellt und im Sinne der Regeln vom Februar 1923 reorganisiert. Die eigenmächtig von Röhm durchgeführte Neuorganisation war allerdings nicht in Hitlers Sinn, der lediglich einen Saalschutz wollte. Die SA sollte in erster Linie als Partei-Hilfstruppe, nicht als Kampfverband fungieren. Daraufhin gab Röhm am 17. April 1925 die SA-Leitung ab. Aufgrund der vakanten Zentralinstanz blieb die Führung der SA während der nächsten 18 Monate den regionalen Parteiführern überlassen. Am 1. November 1926 übernahm der ehemalige Freikorpsführer Franz Pfeffer von Salomon als Oberster SA-Führer (OSAF) die Führung; ihm waren alle bis dahin bestehenden NS-Kampfverbände (SA, SS, HJ und NS-Studentenbund) unterstellt.

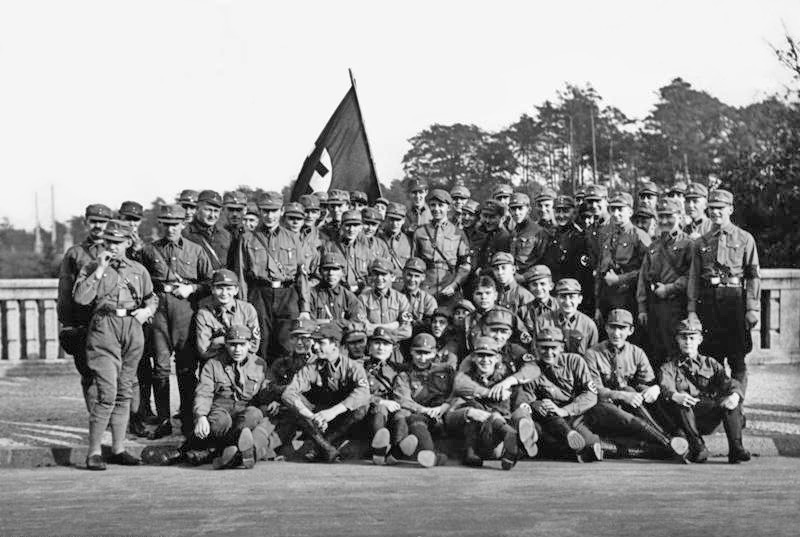
Sturmführer Horst Wessel (1. stehende Reihe, 8. v. r.), der „Märtyrer der Bewegung“, mit seinem SA-Sturm (Berlin-Friedrichshain, 1929)

Als Hauptaufgaben der SA sah Hitler nun, neben Aufmärschen, gewalttätige Übergriffe auf politische Gegner, in erster Linie auf Mitglieder von KPD und SPD; die SA lieferte sich Straßen- und Saalschlachten mit dem kommunistischen Roten Frontkämpferbund und dem SPD-nahen Reichsbanner Schwarz-Rot-Gold. Sie griff auch Juden und christliche Gruppierungen wie die Kolpingjugend an.
Anfang Dezember 1926 entstand ein einheitliches, hierarchisches Organisationskonzept. Die Gruppe als Basiseinheit bestand aus einem Dutzend Männer, mehrere Gruppen ergaben einen Trupp, bis zu fünf Trupps einen Sturm. Bis zu fünf Stürme wurden zu einer Standarte, mehrere Standarten unter der Leitung eines Gausturms zusammengefasst. Mitte 1927 trat als weitere Organisationsebene zwischen Standarte und Gausturm die Brigade. Bis zum Herbst 1927 verfügte die SA bereits über 17 Gaustürme im Reich. Sie unterstanden seit 1928 jeweils in ihrem Gebiet den sieben Oberführern Ost, Nord, West, Mitte, Süd, Ruhr und Österreich. „SA-Oberführer Süd“ in München war der ehemalige Major August Schneidhuber. Die Gesamtstärke der SA wird für 1926 auf 10.000-15.000 Mann geschätzt. In Bayern bestanden die Gaustürme Oberbayern-Schwaben und Franken; die Pfalz und das Saargebiet bildeten zusammen ebenfalls einen Gausturm.
Die Münchner Parteileitung zielte 1926 und 1927 auf eine Gewinnung der Arbeiterschaft ab und gab sich deswegen radikal antikapitalistisch. Gleichzeitig ging die SA aber aggressiv gegen die Linksparteien vor. Die ständigen Radikalisierungstendenzen in der SA hatten laufend Spannungen mit der Parteiführung zur Folge. Im Mai 1927 rebellierte die Münchner SA gegen die ihrer Ansicht nach zu gemäßigte und bürokratische Parteiführung. Einer der Anführer war der Kaufmann und ehemalige Leutnant Edmund Heines, der am 2. September 1926 mit den bayerischen Resten des Freikorps Roßbach in die SA eingegliedert worden war. Erst im Jahr darauf war die Krise endgültig beigelegt. Heines wurde ausgeschlossen, aber 1929 wieder rehabilitiert. In Mittelfranken zerfiel die SA 1928 nach einem Konflikt mit dem Gauleiter Julius Streicher, wurde dann unter Streicher vom neuen Gausturmführer Philipp Wurzbacher neu organisiert.
1929 traten an die Stelle der Bereiche der Oberführer die OSAF-Stellvertreter-Gebiete Ost, Nord, West, Mitte, Süd, Ruhr und Österreich. Das Gebiet Süd umfasste Bayern mit den beiden Gaustürmen Bayern und Franken sowie die Gaustürme Baden und Württemberg. Der Gausturm Pfalz/Saar gehörte zum Gebiet West. OSAF-Stellvertreter Süd war der bisherige Oberführer Süd, August Schneidhuber. Die SA-Brigade „Groß-München“ wurde im März 1929 in die Standarten I und II aufgeteilt. Im August kam eine dritte Standarte München-Land hinzu. Seit März 1929 wurden die über 40-jährigen SA-Männer in Reservestürmen zusammengefasst, um so die Schlagkraft der aktiven Stürme zu erhöhen.

### 1930 bis zur Machtübernahme der NSDAP
Im Vorfeld der Reichstagswahl 1930 kam es zu einer ernsten Krise zwischen SA und Parteiführung. Aus der SA wurde die Forderung laut, führenden Mitgliedern einen aussichtsreichen Listenplatz zu garantieren, was Hitler ablehnte. SA-Führereigenschaft und Mandat müssten strikt getrennt bleiben. Als sich Pfeffer von Salomon diesen Grundsatz zu eigen machte, trat die Berliner SA in den Streik: Am 30. August ließ der OSAF-Ost Walther Stennes die Berliner SA zu einem Generalappell antreten, statt, wie vorgesehen, den Saalschutz für eine Wahlkampfveranstaltung mit Joseph Goebbels im Berliner Sportpalast zu gewährleisten. Einen Tag später besetzten seine SA-Männer die Gaugeschäftsstelle der NSDAP und die Redaktionsräume der Zeitung Der Angriff. Dabei kam es zu Prügeleien, die erst die von der SS gerufene Polizei beendete. Hitler eilte daraufhin von München nach Berlin und stellte die Ruhe wieder her, indem er selbst den Posten des OSAF von dem kurz zuvor zurückgetretenen Pfeffer von Salomon übernahm. Für die tägliche Arbeit wurde der Posten des Stabschefs neu eingerichtet, den Ernst Röhm übernahm.
Stennes gab in der Folgezeit keine Ruhe. Anders als Hitler, der seit 1925 eine Legalitätstaktik verfolgte und diese im Ulmer Reichswehrprozess 1930 sogar unter Eid bekräftigte, wollte der OSAF-Ost die Macht in Deutschland gewaltsam erobern, mit einer Revolution. Dieser Kurs brachte die NSDAP in Gefahr, als die Regierung Brüning im März 1931 eine Notverordnung erließ, die es ihr erlaubte, bestimmte Grundrechte der Weimarer Reichsverfassung außer Kraft zu setzen. Hitler setzte daraufhin Stennes ab, der im Gegenzug den so genannten Stennes-Putsch auslöste: Am 1. April 1931 besetzten seine SA-Leute gewaltsam die Räumlichkeiten der Berliner Gauleitung und des Angriff und gaben eine eigene Nummer heraus. Darin bekannte sich Stennes zur Revolution und zum Sozialismus. Es gelang ihm jedoch nicht, größere Teile der SA zu sich herüberzuziehen. Nachdem die Berliner Polizei die Besetzung beendet hatte, wurden Stennes und etwa 500 SA-Männer aus der NSDAP ausgeschlossen.
Die SA war in dieser Zeit zu einer schlagkräftigen und straff gegliederten Organisation geformt worden. Das Anwachsen der SA wurde durch Weltwirtschaftskrise und Wahlerfolge der NSDAP begünstigt. Im November 1930 zählte die SA 60.000 Mitglieder; im August 1932 waren es bereits 471.384 Mitglieder. Röhm hatte bei seinem Amtsantritt im Januar 1931 eine SA mit knapp 77.000 Mann vorgefunden. Schon im April 1931 war sie auf 118.982 Mann angewachsen, im November 1931 hatte sie die 200 000-Mann-Grenze hinter sich gelassen. Im Dezember 1931 marschierten 260.438 Mann unter den Fahnen der SA. Im Sommer des Jahres 1932 waren es 455.000 Mann. Zum Jahreswechsel 1932/1933 zählte die SA 427.000 Mann.
Das starke Wachstum ergab sich auch aus einer extremen Fluktuation von Straßenkämpfern im Wechsel mit der KPD und dem Rotfrontkämpferbund und einem starken Zustrom nach der Aufnahmesperre von Parteimitgliedern der NSDAP am 1. Mai 1933.
Die SA und die gesamte NSDAP setzten große Hoffnungen auf die Reichspräsidentenwahl 1932, bei der Hitler gegen den Amtsinhaber Paul von Hindenburg kandidierte. Vor dem entscheidenden zweiten Wahlgang am 10. April 1932 wurde die SA in Alarmbereitschaft versetzt, was auf ein unmittelbar bevorstehendes Losschlagen hinzudeuten schien. Dies und weiteres belastendes Material, das der preußischen Polizei bei Haussuchungen in die Hände gefallen war, gaben nach Hindenburgs Wiederwahl den Ausschlag für ein erneutes SA-Verbot. Die Reichsregierung unter Reichskanzler Heinrich Brüning erließ am 13. April 1932 eine Notverordnung, nach der die SA verboten und die SA-Heime geschlossen wurden. Eine solche Maßnahme hatten die Innenminister der demokratisch regierten Länder, allen voran Preußens, schon länger gefordert. Zudem hatte am 2. Februar 1932 die Genfer Abrüstungskonferenz begonnen, auf der Deutschland auf die Abrüstung der Siegermächte und seine eigene militärpolitische Gleichberechtigung drängte – vor diesem Hintergrund schien es wenig ratsam, eine paramilitärische Truppe zu dulden, die die zugelassene Mannschaftsstärke der Reichswehr um ein Mehrfaches übertraf.
Für die NSDAP war dies ein schwerer Schlag: Auch angesichts der Finanznöte der Partei notierte Goebbels am 23. April in sein Tagebuch: „Wir müssen in absehbarer Zeit an die Macht kommen. Sonst siegen wir uns in Wahlen tot.“ Das SA-Verbot führte auf der Rechten zu einem Sturm der Entrüstung. Zahlreiche Eingaben gingen beim Reichspräsidenten und bei Innen- und Reichswehrminister Wilhelm Groener ein, darunter auch eine vom ehemaligen Kronprinzen Wilhelm von Preußen, der die SA-Männer als „wunderbares Menschenmaterial“ lobte, das in der SA eine „eine wertvolle Erziehung“ genösse, und von seinem Bruder August Wilhelm, der selber SA-Führer war. Kurt von Schleicher, der Chef des Ministeramtes im Reichswehrministerium, sagte in geheimen Verhandlungen mit Hitler eine Aufhebung des SA-Verbots zu, wofür Hitler ihm in vager Form in Aussicht stellte, nach einem Sturz Brünings die Nachfolgeregierung im Reichstag zu tolerieren. Schleicher intrigierte nun gegen Brüning und seinen eigenen Minister: Nach einer verunglückten Rede vor dem Reichstag trat Groener am 12. Mai zurück, am 30. Mai folgte ihm das restliche Kabinett. 
Zu Brünings Nachfolger ernannte Hindenburg Franz von Papen, der zuvor als Rechtsaußen Mitglied der Zentrumspartei war, nun aber seinem Parteiausschluss durch Austritt zuvorkam. Wie mit der NSDAP vereinbart, wurde der Reichstag am 4. Juni 1932 aufgelöst und das SA-Verbot am 14. Juni aufgehoben – rechtzeitig genug, um die SA im Wahlkampf losschlagen zu lassen. Im Vorfeld der Reichstagswahl am 31. Juli 1932 kam es zu bürgerkriegsähnlichen Zuständen mit insgesamt etwa 300 Toten und über 1.100 Verletzten, woran die SA maßgeblich beteiligt war. Der Kampf um neue Reichstagsmandate im Sommer 1932 entfesselte in der SA kriminelle Energien, die sich hemmungslos gegen politische Gegner austobten; in den letzten zehn Tagen des Wahlkampfes wurden allein in Preußen 24 Menschen getötet und 284 schwer verletzt.

### Rolle der SA bei der Machtübernahme der NSDAP
Die Ernennung Hitlers zum Reichskanzler am 30. Januar 1933 feierte die inzwischen auf über 400.000 Mitglieder angewachsene SA mit einem nächtlichen Fackelzug, vom Großen Stern in Berlin kommend durch das Brandenburger Tor zur Reichskanzlei in der Wilhelmstraße.
Viele SA-Männer erwarteten die sofortige Machtübernahme im Stile eines gewaltsamen Putsches. Bereits im Herbst 1931 waren die Boxheimer Dokumente mit Plänen für einen Staatsstreich der SA an die Öffentlichkeit gelangt.

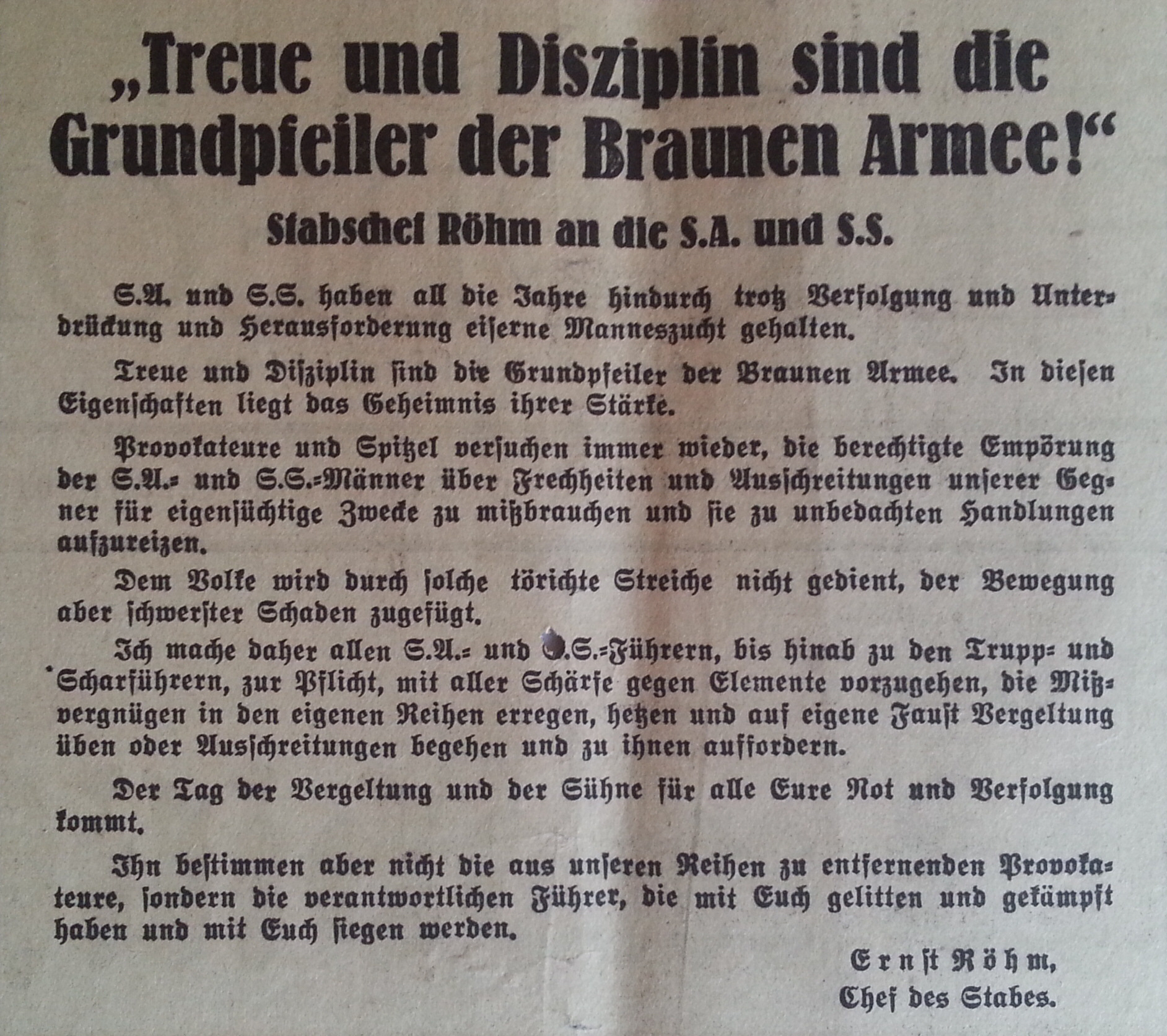
Aufruf Röhms an die SA und SS zu „Treue und Disziplin“, Völkischer Beobachter vom 25. und 26. Februar 1933

Doch die Führung der Nationalsozialisten scheute die Option eines gewaltsamen Putsches der SA, der zu diesem Zeitpunkt einen Bürgerkrieg gegen den Roten Frontkämpferbund und das Reichsbanner mit unklarem Ausgang bedeutet hätte. Ob die Reichswehr und vor allem die preußische Polizei, die während der Weimarer Republik unter starkem sozialdemokratischen Einfluss gestanden hatte, sich geschlossen den Anweisungen der neuen Regierung fügen würden, war ebenfalls nicht sicher. Politisches Ziel der NS-Führung war nicht ein Umsturz, sondern die Gleichschaltung.
Die SA verblieb aktiv. Unmittelbar nach dem 30. Januar 1933 fielen der SA allein in Berlin mehrere Menschen zum Opfer und viele wurden verletzt. SA-Trupps organisierten auf eigene Faust Hausdurchsuchungen und Verhaftungen.
Am 22. Februar 1933 wurde durch den kommissarischen preußischen Innenminister Hermann Göring die Hilfspolizei gegründet. Sie rekrutierte sich vornehmlich aus den Reihen der SA, die damit in den staatlichen Machtapparat eingebunden wurde. Die SA konnte nun mit staatlicher Autorität und umfassenden Zuständigkeiten operieren, was einerseits ihr Handlungsbedürfnis befriedigte, es andererseits zugleich auch kanalisierte. Zusätzlich veranlasste die massive Präsenz der SA die regulären Polizeikräfte, sich den neuen Machthabern anzupassen. Es wird geschätzt, dass allein in Berlin etwa 3000 bis 5000 SA-Männer zu Hilfspolizisten ernannt wurden.
In diesem Zusammenhang trat die SA-Feldpolizei, Kern des späteren SA-Feldjägerkorps, mit Stammsitz im Berliner SA-Gefängnis Papestraße, in Erscheinung. Während diese Sondereinheit der SA-Führung anfangs zur Verfolgung und Inhaftierung von Regimegegnern eingesetzt wurde, erhielt sie später zunehmend innerorganisatorische Ordnungsaufgaben, die sie unter ihrer neuen Bezeichnung SA-Feldjägerkorps bis 1935 ausübte. Die preußische Hilfspolizei wurde hingegen bereits Anfang August 1933 wieder aufgelöst.

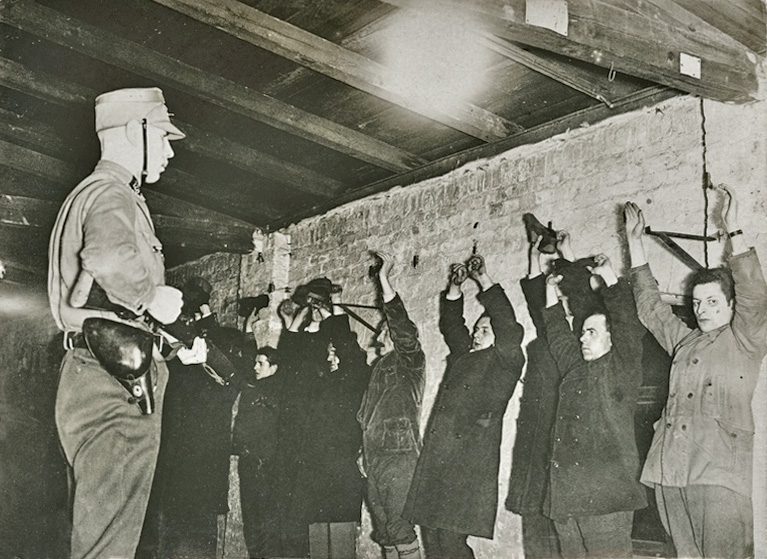
Verhaftung von Kommunisten durch die SA in Berlin am 6. März 1933, am Tage nach den Reichstagswahlen

Die „Reichstagsbrandverordnung“ wurde unmittelbar nach dem Reichstagsbrand in der Nacht auf den 28. Februar 1933, einige Tage vor der Reichstagswahl 1933 erlassen. Damit wurden die Grundrechte der Weimarer Verfassung praktisch außer Kraft gesetzt und die Verfolgung politischer Gegner der NSDAP durch Polizei und SA legalisiert, die gleich nach der Machtergreifung in großem Umfang begonnen hatte.
Die Marine-SA folterte auf dem „Gespensterschiff“ in Bremerhaven von Mai bis Oktober 1933 politische Gegner. Zwischen März und Herbst 1933 nahm die SA hemmungslos Rache an politischen Gegnern und ideologischen Feinden. Schätzungen sprechen von rund 50.000 Häftlingen in eigenen, zum Teil „wilden KZs“.
Für Hitler war die SA gerade wegen des Terrors, den sie ausübte, in der ersten Phase der Machtübernahme extrem nützlich. Einerseits konnte er mit ihrer Hilfe seine Gegner einschüchtern und terrorisieren, andererseits konnte er sich bei den Konservativen als die einzige Person darstellen, die in der Lage war, die SA zu bändigen. Je nach Umständen drohte er implizit damit, der SA wirklich freie Hand zu lassen, oder versprach, mäßigend auf sie einzuwirken. Mit dieser Taktik brachte er viele Konservative dazu, dem Terror zuzustimmen und ihn dafür zu belohnen, dass er den Terror in einem „erträglichen Rahmen“ hielt. Die so zu Macht und Einfluss gekommenen SA-Führer, die die Rolle eines örtlichen Kommissars eingenommen hatten, mussten nach Ende der Terror-Zeit jedoch „versorgt“ werden. So wurde etwa der sportlich unerfahrene Kommissar Hans von Tschammer und Osten mit dem neuen Amt des Sportkommissars abgefunden, kurz nach der Machtübernahme dann zum Reichssportkommissar bzw. zum Reichssportführer im Range eines Staatssekretärs ernannt.

### „Röhm-Putsch“ 1934
Nachdem Adolf Hitler auch dank der SA im Laufe des Jahres 1933 seine Macht immer weiter gesichert hatte, entzog er ihr im Sommer 1934 die Gunst. Der 1930 zum Chef des SA-Stabs ernannte Ernst Röhm verfolgte eine von Hitler abweichende Konzeption von der Rolle der SA-Kampforganisation, die er erneut der Kontrolle der Partei entziehen wollte. Nach der Machtergreifung forderte er eine „Zweite Revolution“ und die Schaffung eines „NS-Volksheeres“, das die Reichswehr ablösen sollte. Deren Einheiten sollten sich der SA anschließen, in ihr aufgehen und so das „NS-Volksheer“ bilden.
Die SA hatte für Hitler ihre Terrorfunktion zur Erreichung der Macht erfüllt. Im Sommer 1934 war die vielköpfige Organisation eher ein Hindernis zur Machtentfaltung. Hitler, der damals die Unterstützung der Reichswehr für seine zukünftigen Kriegspläne brauchte, ließ durch bewusst verfälschte und verbreitete Zitate Röhms den Eindruck verbreiten, Röhm wolle zu einem Aufstand anstiften. Angesichts 3,5 Millionen SA-Angehöriger hätte die Ordnungsmacht (Polizei oder/und Reichswehr) vor einer schwierigen Aufgabe gestanden. Röhm betonte mehrmals intern in Parteikreisen: „Bedenkt, fast vier Millionen Rabauken stehen hinter mir!“ Auch wenn dies offenbar im Spaß gesagt wurde, klang es in den Ohren Hitlers und der Reichswehrführung äußerst bedrohlich. Verbreitet wurden diese „Revolutionsgerüchte“ vor allem durch den einstigen SA-Leiter und nominellen SA-Obergruppenführer Hermann Göring und den Reichsführer SS Heinrich Himmler, der Röhm gleichwohl mehrmals schriftlich die bedingungslose Treue seiner selbst und der SS versicherte. Eine weitere Gruppe, welche im Frühjahr 1934 darauf aus war, die SA und das NS-Regime als Ganzes zu schwächen, bestand aus Mitarbeitern des Vizekanzlers Franz von Papen. Diese „Jungkonservativen“ wurden angeführt von Papens Pressechef Herbert von Bose und dem bayerischen Juristen und Publizisten Edgar J. Jung. Diese oppositionellen Elemente innerhalb der neuen Regierung schmiedeten Pläne für den Sturz des NS-Regimes, an dessen Stelle sie eine neue Regierung der gemäßigten Rechten setzen wollten. Die radikale Rhetorik der SA empfanden diese „Jungkonservativen“ als besonders abscheulich und sahen in der von den Nazis gepredigten „sozialen“ Revolution einen finalen Triumph der „Herrschaft der Minderwertigen“, was nur zu Terror, Brutalität und Gesetzeslosigkeit führen könne. Es gibt bis heute keine Hinweise darauf, dass ein Putsch durch Röhm ernsthaft geplant war oder unmittelbar bevorstand.
Am 30. Juni 1934 suchte Hitler Röhm an dessen Urlaubsort Bad Wiessee auf. Er beschuldigte ihn, Putschpläne zu hegen, und machte ihm seine Homosexualität zum Vorwurf. In der Parteiführung war es ein offenes Geheimnis, dass Röhm und Teile seiner Umgebung homosexuelle Neigungen hatten. Zeitungen hatten diese Information auch schon vor 1933 verbreitet, wie zum Beispiel Fritz Gerlichs „Der gerade Weg“.
Am 30. Juni und 1. Juli 1934 wurde die SA-Führung durch Angehörige des berüchtigten SS-Sturmbannes „Oberbayern“ in den frühen Morgenstunden festgenommen und wenig später von einem eigens dafür aufgestellten Exekutionskommando der Leibstandarte SS Adolf Hitler unter Josef Dietrich erschossen.
Röhm selbst wurde am 1. Juli in seiner Gefängniszelle durch den Dachauer Kommandeur des Wachsturmbanns „Oberbayern“ Theodor Eicke und dessen Stellvertreter Michel Lippert erschossen. Im Rahmen des Röhm-Putschs wurden auch weitere unbequem gewordene Personen verhaftet und später ermordet, darunter der SA-Obergruppenführer Heines, der vormalige Reichskanzler Kurt von Schleicher mit seiner Frau, der ehemalige NSDAP-Organisationsleiter Gregor Strasser, der frühere bayerische Generalstaatskommissar Gustav von Kahr sowie Herbert von Bose und Edgar Julius Jung, beides enge Mitarbeiter des Vizekanzlers Franz von Papen.
Die Liquidierung hatte für Hitler mehrere Vorteile:
- Mit der Beseitigung der paramilitärischen Konkurrenz verschaffte Hitler sich das Vertrauen der Generäle der Reichswehr.
- Für die weitere Machtentfaltung wurde das Drohpotenzial der SA ausgeschaltet.
- Mit der Entmachtung der vornehmlich aus Arbeitslosen und Kleinbürgern bestehenden SA stieg Hitler in der Gunst der deutschen Groß- und Schwerindustrie weiter auf.
- Durch die Ausschaltung der Führung der bis Juni 1934 auf 4,5 Millionen Mitglieder[30] angewachsenen SA wurde eine potentiell gefährliche innerparteiliche Macht neutralisiert.
- Die Entwaffnung der SA, unter Abgabe der Waffen an die Reichswehr, brachte die Wiederaufrüstung der Reichswehr voran.[5]

Die Neutralisierung der SA ermöglichte es dem Führer der SS, Heinrich Himmler, die ursprünglich als Leibwache Hitlers konzipierte SS von der Mutterorganisation SA zu emanzipieren und auch formal als eigenständige Organisation im Nationalsozialismus zu etablieren. Bereits wenige Tage vor dem „Röhm-Putsch“ waren dafür die Weichen gestellt worden. In dem nun entstandenen Macht-Vakuum konnte Himmler in den folgenden Jahren die SS, ihre Untergliederungen (zum Beispiel SD, Waffen-SS) und damit auch sich selbst mit einer im NS-Staat fast beispiellosen Machtfülle ausstatten.

### Die SA nach 1934
Nach der Ausschaltung Röhms und seiner Gefolgsleute – die Schätzungen reichen von 150 bis 200 Toten, darunter 50 Führungspersonen – wurde die SA politisch nahezu bedeutungslos. Sie beschäftigte sich fortan hauptsächlich damit, den eigenen Mitgliedern eine vormilitärische Ausbildung zukommen zu lassen. Offiziell stufte die SA diese Tätigkeit zum „Sport mit Wehrbezug“ herab.
Die Mitgliederzahl schrumpfte nach dem „Röhm-Putsch“ enorm: von 4,5 Millionen (Juni 1934) auf 2,6 Millionen (September 1934), dann 1,6 Millionen (Oktober 1935) und 1,2 Millionen (1938). Anfang 1940 hatte die SA nur noch rund 900.000 Mitglieder. Zahlreiche SA-Abteilungen wurden aufgelöst und anderen Verbänden zugeordnet.
Der neue Stabschef Viktor Lutze schuf innerhalb der SA eine SS-ähnliche Elite-Standarte: Die SA-Standarte Feldherrnhalle war eine stehende, bewaffnete Einheit und galt als SA-Gegenstück zur SS-Verfügungstruppe (später Waffen-SS).
Nochmals zum landesweiten Einsatz kam die SA in der „Reichspogromnacht“ gegen die jüdische Bevölkerung im November 1938 und zeigte erneut ihre terroristische Energie.
Bei Kriegsausbruch 1939 übernahm die SA die Ausbildung zurückgestellter Wehrpflichtiger in „SA-Wehrmannschaften“, die im April 1940 eine Stärke von 1,5 Millionen Freiwilligen ausmachten. Bei Kriegsbeginn wurden 60 % der Mannschaftsdienstgrade und 80 % der Führungspersonen zur Wehrmacht eingezogen. In Danzig und dem Sudetenland formierten sich vorübergehend SA-Freikorps, die allerdings auch in der Wehrmacht aufgingen, da der Dienst in der SA nicht von der Wehrpflicht befreite.
Während des Zweiten Weltkriegs wurden SA-Männer, soweit sie nicht zur Wehrmacht eingezogen worden waren, zur Truppenbetreuung und zur vormilitärischen Ausbildung eingesetzt. Die Rest-SA erledigte während des Krieges Hilfsdienste für Wehrmacht, Polizei, Zoll, Luftschutz, SS, Grenzschutz und andere Organisationen. Rund 80.000 bewaffnete SA-Männer unterstanden in „Stürmen zur besonderen Verwendung“ den Gauleitern, als Polizeiverstärkung gegen mögliche Aufstände der Bevölkerung.
Auch wurde die SA kurz vor Kriegsende als Reservoir für Kämpfer des Volkssturms genutzt, wobei SA-Angehörige häufig Gewalttaten an Kriegsgefangenen oder Kapitulationswilligen verübten.
Nach dem Tod Lutzes 1943 übernahm Wilhelm Schepmann bis zum Kriegsende die Leitung.

#### Rolle der „SA-Gesandten“
Über die sogenannten SA-Gesandten – höhere SA-Führer, die bereits führende Ämter im Polizeiapparat des Dritten Reiches innegehabt hatten und vom Regime in die südosteuropäischen Vasallenstaaten geschickt wurden – war die SA auch in die dortigen Judendeportationen und in den Holocaust stärker und unmittelbarer verwickelt, als in der Forschung lange angenommen worden war. Die vermeintlichen Gesandten dienten weniger der Pflege diplomatischer Beziehungen, als vielmehr der Kontrolle der von Deutschland abhängigen ausländischen Regierungen. Als eine Art verkappte deutsche Reichskommissare wirkten sie bei Bedarf massiv auf die Politik ihrer Gastländer ein.

### Aufarbeitung
Die Verfolgung der im Rahmen der Röhmaffäre an SA-Leuten begangenen Gewalttaten wurde von der NS-Justiz unter Verweis auf das nachträglich erlassene Gesetz über Maßnahmen der Staatsnotwehr abgelehnt.
Mit dem Kontrollratsgesetz Nr. 2 (Auflösung und Liquidierung der Naziorganisationen) vom 10. Oktober 1945 wurde die SA durch den Alliierten Kontrollrat verboten und ihr Vermögen beschlagnahmt. Im Gegensatz zu der inzwischen deutlich mitgliederstärkeren SS, die 1934 aus ihr ausgegliedert worden war, und trotz ihrer Morde und Verbrechen, wurde die SA im Nürnberger Prozess gegen die Hauptkriegsverbrecher – gegen das Votum der Sowjetunion – nicht als „verbrecherische Organisation“ eingestuft. Die Organisation hätte nicht planmäßig auf einen Angriffskrieg hingewirkt, und Kriegsverbrechen und Verbrechen gegen die Menschlichkeit wären durch einzelne Einheiten begangen worden. Dass ihre Mitglieder im Allgemeinen an solchen Taten teilnahmen, konnte nicht dargelegt werden.

## Hierarchischer Aufbau

### Führung
Die personelle Leitung der SA wechselte anfangs in rascher Folge, von Hans Ulrich Klintzsch (1921–1923) zu Hermann Göring (1923/24), während und nach der Verbotszeit der NSDAP (1923/25) dann kurzzeitig zu Ernst Röhm (1924/25) und schließlich, nach 18-monatiger Vakanz, zu Franz Pfeffer von Salomon (1926–1930), mit seinem Adjutanten Georg Hallermann und dem SA-Stabschef Otto Wagener.
Ab 1926 wurde der Kommandeur der SA als „Oberster SA-Führer“ (OSAF) bezeichnet. Bis dahin galt die SA als eine von der NSDAP unabhängige nationalsozialistische Kampforganisation. Ab Herbst 1926 übernahm Adolf Hitler die Führung der SA, wurde also selbst Oberster SA-Führer. Für den bisherigen Amtsinhaber wurde der neue Titel SA-Reichsführer eingeführt; dieser stand von da an unter der Kontrolle der Partei. Mit Schaffung des SA-Reichsführers entstand auch dessen Entsprechung bei der SS; der seit 1925 als Oberleiter bezeichnete oberste SS-Führer besaß nun ebenfalls den Rang eines Reichsführers, war aber formal weiterhin dem SA-Reichsführer unterstellt.
Mit der Rückkehr Ernst Röhms in die SA wurde der Rang Chef des SA-Stabes (kurz: SA-Stabschef) eingeführt. Der bekannteste Inhaber dieses Ranges war Ernst Röhm. Nach Röhms Ermordung im Röhm-Putsch wurde Viktor Lutze Stabschef und am 23. August 1934 als „Reichsleiter SA“ Hitler persönlich unterstellt. Er erhielt nun eigene Dienstgradabzeichen. Nach dem Tod Lutzes bei einem Autounfall im Mai 1943 war kurzzeitig der Obergruppenführer Max Jüttner kommissarisch im Amt, bis Wilhelm Schepmann Stabschef wurde.

### Organisation des Aufbaus
Aufbau und Koordinierung der SA erfolgten nach „Grundsätzlichen Anordnungen“ (GRUSA) und „SA-Befehlen“ (SABE) des Obersten SA-Führers (OSAF).

### Interne Gliederung (nach dem Stand vom 30. Januar 1933)
SA-Mann war die Oberbezeichnung für alle Angehörigen der SA und umfasste SA-Führer- und auch Mannschaftsdienstgrade. Alle noch nicht eingereihten Bewerber trugen die Bezeichnung SA-Anwärter. Die SA-Reserven I und II wurden nach der Machtübernahme (1933) aus den ehemaligen Soldatenverbänden „Kyffhäuserbund“ und „Stahlhelm“ gebildet. Bis zum März 1931 waren „Gaustürme“ die obersten Verwaltungsinstanzen. Ab dem 1. Mai 1931 wurden diese in zehn Gruppen und zwei Untergruppen reorganisiert; bis 1932 gab es 14 SA-Gruppen. Bis zum Juli 1933 wurde die SA in acht Obergruppen zusammengefasst, die aus 21 SA-Gruppen bestanden. Oberste Verwaltungsinstitution war nun das „Führungshauptamt SA“ mit vier „SA-Inspektionen“ (West, Südost, Mitte, Ost). Im Mai 1934 kamen drei weitere Obergruppen hinzu. Nach dem „Röhm-Putsch“ wurde die SA bis zum August 1934 wieder neu organisiert. Die Obergruppen, die Inspektionen und verschiedene Dienststellen des SA-Führungshauptamtes wurden aufgelöst, einige Untergruppen wie die SS wurden selbstständig.

### Organisationsstruktur der SA ab August 1934
|                    | übliche Aufteilung | daraus resultierende theoretische Gesamtstärke |
| ------------------ | ------------------ | ---------------------------------------------- |
| Oberste SA-Führung |                    |                                                |
| SA-Gruppe          | 2–06 Brigaden      | 3.888–777.600 Mann a                           |
| SA-Brigade         | 3–09 Standarten    | 1.944–129.600 Mann                             |
| SA-Standarte       | 3–06 Sturmbanne    | 0.648–014.400 Mann                             |
| SA-Sturmbann       | 3–10 Stürme        | 0.216–002.400 Mann                             |
| SA-Sturm           | –003 Trupps        | 0.072–0.0240 Mann                              |
| SA-Trupp           | 3–05 Scharen       | 0.024–0.0080 Mann                              |
| SA-Schar           | 1–02 Rotten        | 0.008–0.0016 Mann                              |
| SA-Rotte           | 4–08 Mann          | 0.004–0.0008 Mann                              |

Im Jahr 1938 wurde die SA nach militärischem Vorbild reorganisiert. Ab Juni 1938 wurde für die im März des gleichen Jahres eingegliederte „SA-Obergruppe Ostmark“ diese Struktur übernommen. So war die Gesamt-SA am 30. Januar 1939 wie folgt gegliedert:
1. Allgemeine SA
1.1 Aktive SA-I (zwischen 18 und 35 Jahren)
1.2 Aktive SA-II (zwischen 35 und 45 Jahren)
2. SA-Reserve (über 45 Jahre)

3. SA-Wehrmannschaften
Diese waren nach militärischen Fach- und Tätigkeitsgebieten unterteilt und es wurden nun auch für die SA-Waffenfarben eingeführt, die ihrerseits die Farben der SA-Gruppen ablösten:
1. Nachrichten-SA (Zitronengelbe Schulterstückunterlage), Inhaber des Nachrichtenscheins des SA trugen am linken Unterarm einen aluminiumfarbenen Blitz auf dunkelbrauner ovalen Stoffunterlage
2. Reiter-SA (Orange Schulterstückunterlage) mit doppeltem Schulterriemen
3. Pionier-SA (Schwarze Schulterstückunterlage), Inhaber des Pionierscheins des SA trugen am linken Unterarm aluminiumfarbene gekreuzte Spaten und Pickel auf dunkelbrauner ovalen Stoffunterlage
4. SA-Jäger/SA-Schützeneinheiten (Grüne Schulterstückunterlage)
5. Sanitäts-SA (Königsblaue Schulterstückunterlage), Inhaber des Sanitätsscheins des SA trugen am linken Unterarm eine rot gewebte Lebensrune auf dunkelbrauner ovalen Stoffunterlage
6. Marine-SA (Marineblaue Schulterstückunterlage), Inhaber des Nachrichtenscheins des SA trugen am linken Unterarm einen aluminiumfarbenen Blitz auf dunkelblauer ovalen Stoffunterlage, Inhaber des Sanitätsscheins des SA trugen am linken Unterarm eine rot gewebte Lebensrune auf dunkelblauer ovalen Stoffunterlage
7. SA-Fußstandarten (Graue Schulterstückunterlage)
8. SA-Gruppenstäbe (Hellrote Schulterstückunterlage)
9. Oberste SA-Führung (Karminrote Schulterstückunterlage)

Es existierten mehrere Schulen für die militärischen Fach- und Tätigkeitsgebieten:
- Marine-SA-Schule in Düsternbrook und auf den Segelschulschiff Duhnen
- Reichsreiterführerschule
- Reichsnachrichtenschule der SA

Zwei ehemalige SA-Einheiten waren nach der Machtübernahme Hitlers herausgenommen und mit anderen Organisationen zu eigenständigen Formationen aufgebaut worden:
1. Die Motor-SA wurde mit anderen Automobilverbänden zum NSKK umgebildet.
2. Die Flieger-SA wurde zusammen mit der Flieger-SS in das NSFK eingegliedert.

In den Anfangsjahren existierten die meisten dieser Untergliederungen nur auf dem Papier. So nannte die NSDAP im Sommer lediglich zwei Automobile und zwei für Personentransporte geeignete Lastwagen ihr Eigen, deren Kraftfahrer – einer davon war Emil Maurice – die schlechte Angewohnheit hatten, des Öfteren nicht zum Dienst zu erscheinen.
1. Die Reiter-SA wurde zunächst von Karl-Siegmund Litzmann und Adolf Kob geleitet. Regional waren frühere Offiziere, wie Generalmajor Manfred Graf Schwerin für Brandenburg, Oberstleutnant Fritz Lauffer im Südwesten oder Carl-Friedrich Freiherr von Langen als SA-Sturmbannführer in Mecklenburg zuständig. 1936 erfolgte die Eingliederung in das Nationalsozialistische Reiterkorps. Die Reiter-SS blieb dagegen gewissermaßen eigenständig.

## Uniformen und Symbole

### Uniformierung

Mitglied der Weimarer SA-Standarte Gustav Zunkel

In der Anfangszeit kamen die SA-Leute in gewöhnlicher Straßenkleidung zu ihren Treffen. Zu erkennen waren sie nur an den roten Armbinden mit Hakenkreuz. Im November 1922 stellte die NSDAP der Öffentlichkeit die erste SA-Uniform vor, bestehend aus einer grauen Reithose, einer Windjacke mit der roten Hakenkreuz-Armbinde und einer Skimütze.
Das auch später offiziell als „Braunhemd“ bezeichnete Parteihemd wurde nur durch Zufall eingeführt: Der Ende 1923 nach Österreich geflohene Freikorps- und SA-Führer Gerhard Roßbach konnte einen größeren Posten brauner Hemden erwerben, die ursprünglich für die deutsche Schutztruppe in Afrika unter Lettow-Vorbeck vorgesehen waren. Nach seiner Rückkehr führte Roßbach diese Hemden in der SA ein, die ab 1924 als „Lettow-Hemd“ getragen wurden.
Das „erdige“ Braun wurde so ab 1925 zur Farbe der rechten Bewegung erklärt und später als Ausdruck besonderer Verbundenheit mit Heimat und Boden gedeutet. Es wurde aufgrund des Aufkaufs der „Lettow-Hemden“ eher zufällig gewählt, angeregt von Freikorpsuniformen sowie in Abgrenzung zum Rot der Kommunisten und zum Schwarz der italienischen Faschisten.
In einem mündlichen Gespräch mit Georg Franz-Willing, der als Mitarbeiter des Institute for Historical Review und Holocaustleugner hervorgetreten ist, erklärte Roßbach hingegen, dass er einen bestimmenden Einfluss auf das Aussehen des Braunhemds gehabt habe. Auch wird im so genannten „Ehrenbuch der SA“ von 1934 geschildert, dass das Braunhemd ursprünglich von den „Roßbachabteilungen“ der SA getragen worden sei und erstmals am 5. April 1925 Verwendung fand.
Am linken Arm wurde die „Kampfbinde“, ein rotes Band mit schwarzem Hakenkreuz in einem weißen Kreis, getragen.
Über die propagandistische Wirkung der Braunhemden in der Öffentlichkeit waren sich die SA-Leute durchaus bewusst. Als im Jahre 1930 in Bayern und Preußen das öffentliche Tragen des Braunhemdes verboten wurde, wich die SA-Führung schnell auf das Tragen weißer Hemden aus, ohne sich weiter in ihren Aktivitäten stören zu lassen. Die Aufmerksamkeit der Öffentlichkeit auf die SA verstärkte sich sogar noch weiter. Nach Ablauf des Verbotes kehrte man zum Tragen des Braunhemdes zurück.
1932 bekam die Firma Hugo Boss von der NSDAP-Parteileitung den Auftrag, standardisierte Uniformen für die NS-Organisationen herzustellen. Die gelegentlich auftauchende Behauptung, Hugo Boss habe sich für den Entwurf der Uniformen der NS-Organisationen verantwortlich gezeigt, ist falsch. Dafür waren diese selbst zuständig. Mit Ausnahme der SS wurden bei allen Parteiorganisationen Uniformen in diversen Brauntönen eingeführt.

Thüringische SA-Männer mit gut erkennbaren SA-Schaftmützen und Kragenspiegeln.

Zum Braunhemd trugen die SA-Männer einen braunen Binder, braune Breecheshosen und Stiefel (in seltenen Fällen und vorwiegend durch höhere Führer zu festlichen Anlässen auch „normale lange Hosen“ und eine Uniformjacke in militärischem Schnitt, ebenfalls mit brauner Grundfarbe). Typisch war die SA-Mütze, eine Schaftmütze mit brauner Grundfarbe, ursprünglich weich und einfarbig braun mit Lederschirm und Sturmriemen. Ab August 1929 erhielt die SA-Mütze einen steifen Korpus, aus dessen oberem farbigen Besatz die territoriale Zugehörigkeit des SA-Mannes (Gau- und Gebietsgliederung) erkennbar war. Silberne Litzen in verschiedener Breite deuteten darüber hinaus auf die Dienststellung des Trägers hin.
Die Rangabzeichen wurden auf dem linken, vom Standartenführer aufwärts auf beiden Kragenspiegeln getragen, deren Grundfarbe mit dem farbigen Randbesatz der SA-Mütze übereinstimmte. Um den Kragen des Braunhemdes verlief bei diesen Rangstufen eine silberne, gedrehte Schnur (Paspelierung). Die Nummern auf dem rechten Spiegel bezeichnen den SA-Sturm und die Standarte, zum Beispiel: 1/5 bedeutet Sturm 1 der Standarte 5. Die Mitglieder vom Stab führten nur die Nummer der Standarte, zum Beispiel 5 oder des Sturmbanns, zum Beispiel III/5. Auf der rechten Schulter wurden Achselstücke getragen in Zweifarbenschnur, Silber und Gold. Sofern der SA-Mann auch Mitglied der NSDAP war (was zwar nicht selbstverständlich, bei höheren SA-Führern aber Voraussetzung für ihre Dienststellung war), wurde anfänglich auf dem braunen Binder auf der Höhe der Brusttaschenknöpfe das Parteiabzeichen oder eine Anstecknadel in der Form des Parteiadlers der NSDAP getragen. Später wurde es Usus, das Parteiabzeichen auf der linken Brusttasche zu tragen.

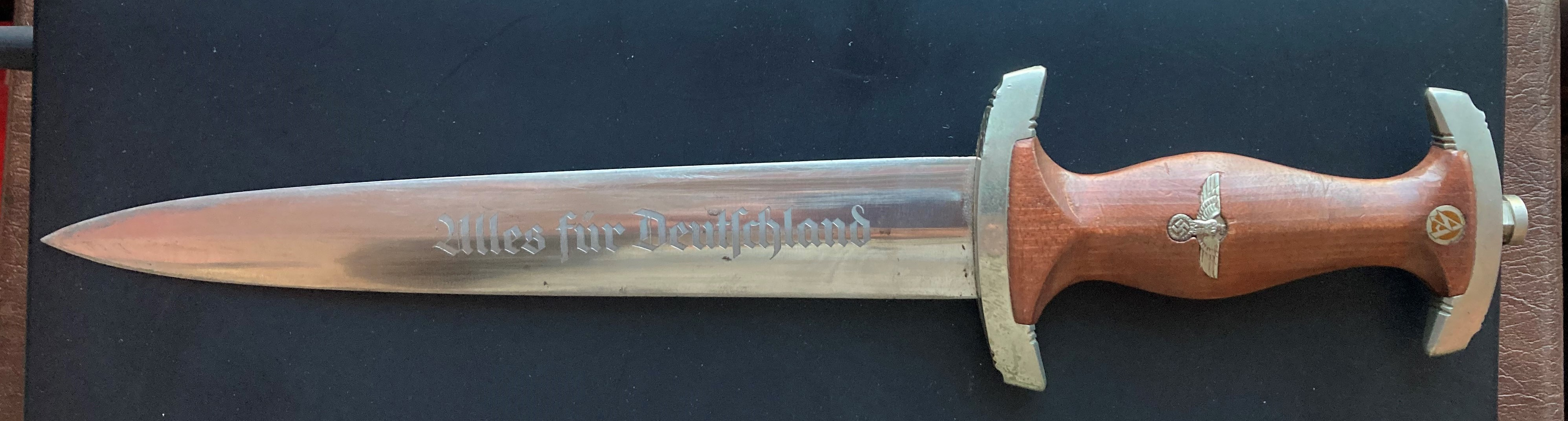
SA-Dolch mit der Gravur Alles für Deutschland

Zur Uniformierung gehörte weiterhin ein braunes Lederkoppel, an dem auf der linken Hüfte der SA-Dolch getragen wurde, mit einem Schulterriemen. In die Klinge des SA-Dienstdolches war die Losung Alles für Deutschland eingraviert. Die Einführung des Schweizerdolches bei den Nazis ist auf eine Verwechslung der Schweizer Reisläufer mit den deutschen Landsknechten zurückzuführen, die man im 19. und 20. Jahrhundert als «erste nationale Reichstruppe» verherrlichte.

### Fahnenkult

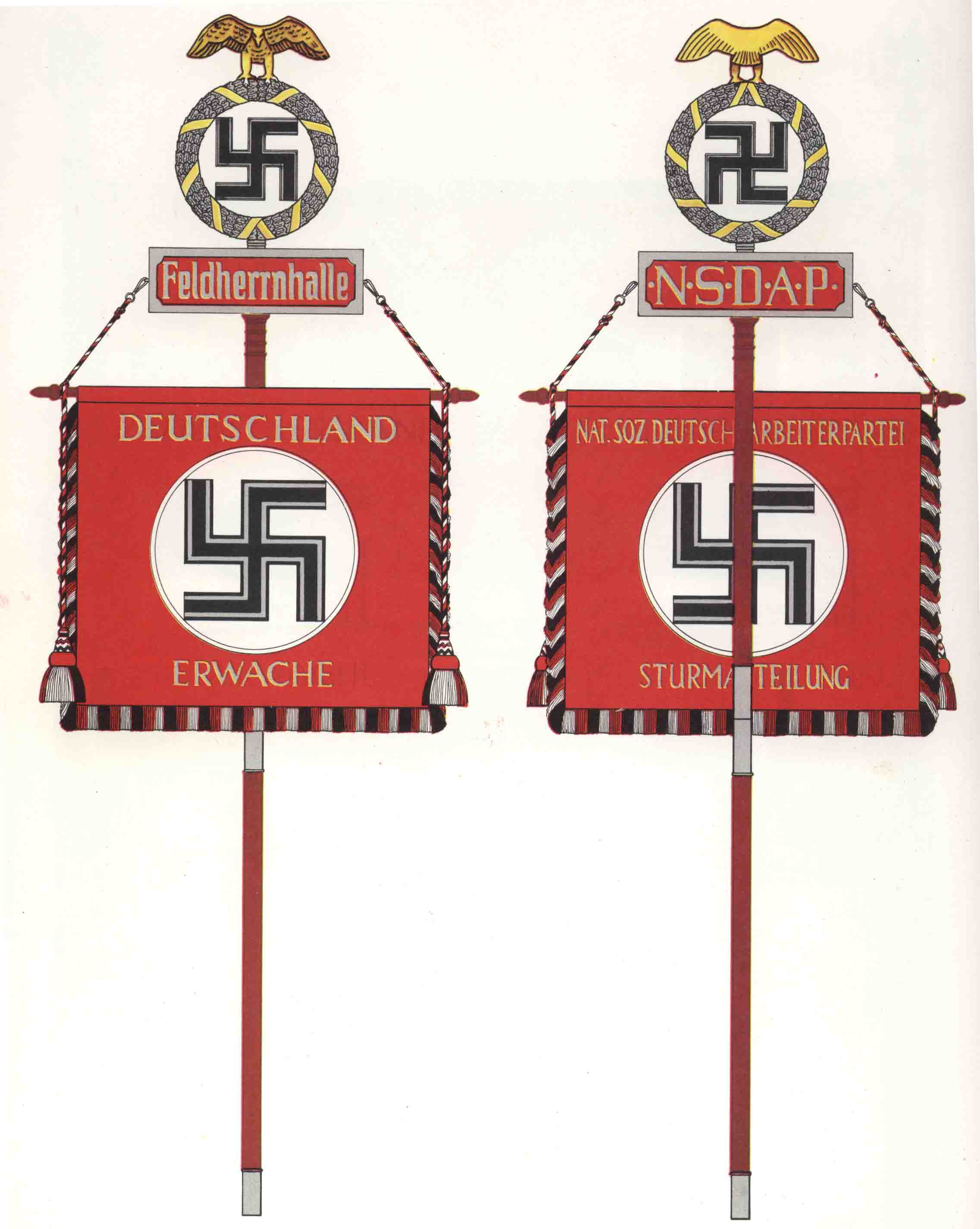
Standarte des elitären SA-Wachverbandes „Feldherrnhalle“ (Vorder- und Rückseite)

Von Anfang an spielten Fahnen mit dem Hakenkreuz in der SA als Feldzeichen, aber auch gehäuft als Dekoration für die Öffentlichkeit eine wesentliche Rolle. Neben so genannten „Sturmfahnen“ führte jede „Sturmabteilung“ eine von Hitler im Jahr 1922 nach alten römischen und faschistischen Vorbildern entworfene „SA-Standarte“, die auch bei Windstille immer vollständig sichtbar war. Die ersten vier Standarten wurden vom Münchener Goldschmied Gar angefertigt und im Januar 1923 auf dem Parteitag in Nürnberg feierlich übergeben, umfassend eingeführt wurden sie ab 1926, als Hitler sie in Weimar mit einem mystischen, religiös anmutenden „Treueversprechen“-Zeremoniell übergab.

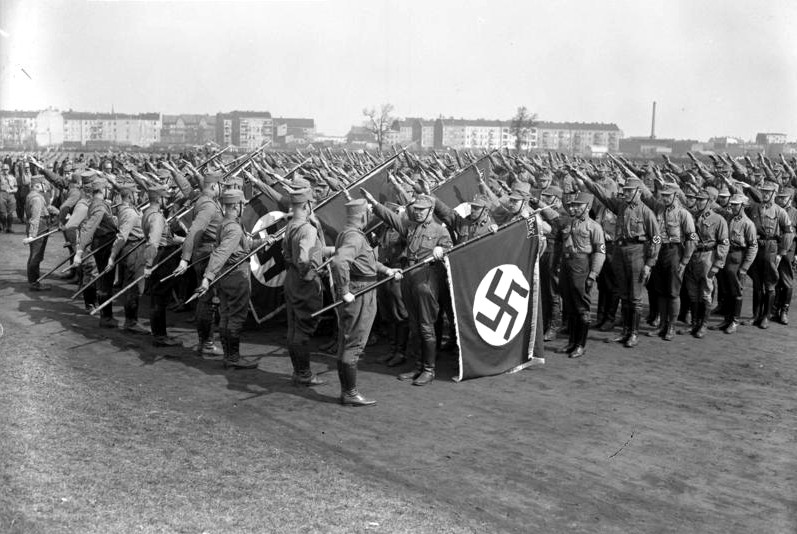
SA-Fahnenweihe auf dem Tempelhofer Feld in Berlin, 1933

Auf dem Parteitag 1927 in Nürnberg wurden weitere 12 SA-Standarten übergeben, die mit der beim Hitlerputsch am 9. November 1923 in München getragenen Fahne feierlich geweiht wurden. Mit dieser „Blutfahne“ berührte Hitler im Verlauf der Zeremonie jede neue Standarte, damit sich „die Kräfte der Märtyrer der Bewegung“ auf die jeweilige SA-Einheit übertrugen. Das sollte die Verbindung mit den sogenannten Blutzeugen der Bewegung demonstrieren.

### Altgediente SA-Männer
Angehörige der SA, die in der Zeit vom 1. Januar 1925 bis einschließlich 30. Januar 1933 eingetreten waren, wurden als „Altgediente SA-Männer“ bezeichnet. Sie trugen ab Februar 1934 auf dem linken Oberarm den sogenannten „Ehrenwinkel der Alten Kämpfer“. Doch bereits im Oktober des gleichen Jahres wurde der Winkel durch das System der grausilbernen „Ehrenstreifen“ abgelöst. Diese wurden am Ärmelaufschlag beider Unterärmel getragen, ihre Zahl und Breite unterschied sich nach dem Eintrittsjahr.
Absolventen der SA-Reichsführerschule bekamen ab den 1930er Jahren die Tyr-Rune verliehen.

### SA-Sportabzeichen/SA-Wehrabzeichen
Das SA-Sportabzeichen wurde geschaffen, um auch in den Reihen der „unpolitischen“ Sportler eine engere Anknüpfung an das nationalsozialistische Gedankengut zu schaffen. Es wurde am 15. Februar 1935 durch Hitler erneuert, indem es auch von Nichtmitgliedern erworben werden konnte. Ab dem 19. Januar 1939 wurde es in SA-Wehrabzeichen umbenannt. Des Weiteren wurden in allen NSDAP-Gauen frühzeitig SA-Sportschulen eingerichtet, u. a. in Anklam, Berlin-Kladow, Bevern, Borna (Sachsen), Burg Rieneck bei Würzburg, Coburg, Klafeld-Geisweid (Westfalen), Lager Lechfeld, Neustrelitz, Rothengrund (Riesengebirge), Schadenweiler Hof (Tübingen), Schloss Lindich (bei Hechingen), Serrahn, Trittau (Holstein), Volzig und „Zwiesel“ in Ingolstadt. Bereits im Sommer 1931 stellte der paramilitärische Aktivist Fritz-Detlof von Winterfeldt seine Sportschule der SA zur Verfügung. Darauf wurde er zum Inspektor aller Schulen in Schlesien und zum Sport-Referent der SA-Gruppe Schlesien ernannt. Mit Schleiditz war 1932 eine zweite Sportschule in Schlesien. Pastoren der Deutschen Christen nahmen ebenfalls an den 14-tägigen Kursen/Schulungen teil. In Schlesien gab es mit Pastor Gerhard Fuchs beweislich einen Standartenpfarrer. Vereinzelt wurden diese Einrichtung nach dem 30. Juni 1934, wie in Rothenburg ob der Tauber, wieder geschlossen. Die SA stellte schon seit Mitte 1933 mit Hans von Tschammer und Osten den Reichssportführer. Die SS übernahm 1935 das SA-Sportabzeichen in den Dienstsport und vertagte die Entscheidung zu einem eigenen SS-Sportabzeichen auf das Kriegsende.

## Dienstränge
Gliederung, Abzeichen und Ränge der SA dienten als Vorbild für die aus der SA hervorgegangenen „NSDAP-Gliederungen“ SS, NSKK und NSFK.
Die Dienstränge (vgl. NS-Ranggefüge mit tabellarischem Vergleich SA, SS, Polizei und Wehrmacht) waren:
Mannschaften
- SA-Anwärter
- SA-Mann (Soldat der Wehrmacht)
- SA-Sturmmann (Ober… z. B. Oberschütze)
- SA-Obersturmmann, nicht im Bild rechts (Gefreiter)
- SA-Rottenführer (Obergefreiter)

Unterführer
- SA-Scharführer (Unteroffizier)
- SA-Oberscharführer (Unterfeldwebel)
- SA-Truppführer (Feldwebel)
- SA-Obertruppführer (Oberfeldwebel)
- SA-Haupttruppführer (nicht im Bild rechts)

Führer
- SA-Sturmführer (Leutnant)
- SA-Obersturmführer (Oberleutnant)
- SA-Sturmhauptführer (Hauptmann)

- ab 1939/40 SA-Hauptsturmführer

- SA-Sturmbannführer (Major)
- SA-Obersturmbannführer (Oberstleutnant)
- SA-Standartenführer (Oberst)
- SA-Oberführer (kein Äquivalent)
- SA-Brigadeführer (Generalmajor)
- SA-Gruppenführer (Generalleutnant)
- SA-Obergruppenführer (General (mit dem Zusatz der Waffengattung))
- Chef des Stabes der SA[57]

## Presseorgane
Seit März 1928 erschien im Völkischen Beobachter eine monatliche Beilage unter dem Titel „Der SA-Mann“, die ab dem 5. Januar 1932 durch die Oberste SA-Führung als selbständiges Wochenblatt herausgegeben wurde. Chefredakteur der Zeitung, die sich in erster Linie mit militärischen Themen sowie internen Angelegenheiten von SA und NSDAP beschäftigte, war Joseph Berchtold. Außerdem gab es die Monatszeitschrift „Der SA-Führer“.

## Kulturelle Aktivität
Schon in der so genannten Kampfzeit spielte die Kultur in Form der Marschmusik eine wichtige Identitätsrolle innerhalb der SA. Einige „Kapellen“, wie die aus Berlin stammende SA-Kapelle Fuhsel, brachten es zu einer gewissen überregionalen Bekanntheit. Fast jede größere SA-Einheit gründete daher eine Musikformation. Frühzeitig setzte zudem die Organisation bis in die unteren Einheiten der SA-Stürme Kulturwarte ein, zumeist mit Diensträngen des Unteroffizierskorps. Beispielhaft belegbar ist dies Anfang 1934 in der Potsdamer SA-Standarte 235, hier hatte jede Untereinheit einen Kulturwart. Die Aufgabe wurde teils in Personalunion mit der Position des Pressewarts ausgeübt. Die Stellen waren mangels Personal nicht in allen Stürmen durchweg besetzt. Die Kulturwarte können größtenteils eine höhere Schulausbildung nachweisen. Seit 1937 waren die Bereiche Weltanschauung und Kultur und der Bereich Presse wieder zwei selbstständige Abteilungen in der Obersten SA-Führung. Bereits 1935 richtete Stabschef Lutze einen SA-Kulturkreis ein. Im letzten Drittel der 1930er Jahre wurden unter dem damals zuständigen Abteilungsleiter, Oberführer, nachfolgend Brigadeführer, Friedrich Joachim Klähn, ganze Vorträge zur Thematik SA und Kultur veröffentlicht. Umfangreiche kulturelle Propagandamaßnahmen wurden mit den zahlreichen und auflagestarken Publikationen von Erinnerungsliteratur vorgenommen, woran sich wie Manfred Freiherr von Killinger selbst höhere SA-Führer mehrfach beteiligten oder für Berlin-Brandenburg bei Julek-Karl von Engelbrechten in Auftrag gaben. Probleme entstanden hier bei der Neuauflage frühzeitiger Literatur, Röhm wurde bis auf eine nachweisliche Ausnahme zumeist totgeschwiegen und einfach aus dem Text gestrichen. Der aktive SA-Führer und frühzeitige Sturmbann-Adjutant Bernhard Graf zu Solms-Laubach brachte es bis zum NS-Kulturfunktionär und Intendanten am Theater am Nollendorfplatz in Berlin. Der besagte Kulturkreis wurde 1939 neu berufen, u. a. mit Fritz Todt.
1939 waren zwei Kulturabteilungen tätig, im Bereich der Adjunktur des Stabschefs in Berlin unter Hans Peter Hermel und in der Obersten SA-Führung in München unter Willi Friedrich Koerbel. Beide SA-Führer veröffentlichen Propaganda-Schriften und komponierten teils SA-Lieder. 1942 fand in Dresden eine große „Kunstausstellung der SA“ statt. Die Werke des Kunstmalers und SA-Sturmbannführer Hans von Heider sind bis heute in renommierten Museen und öffentlichen Orten zu finden.

## Finanzierung der SA

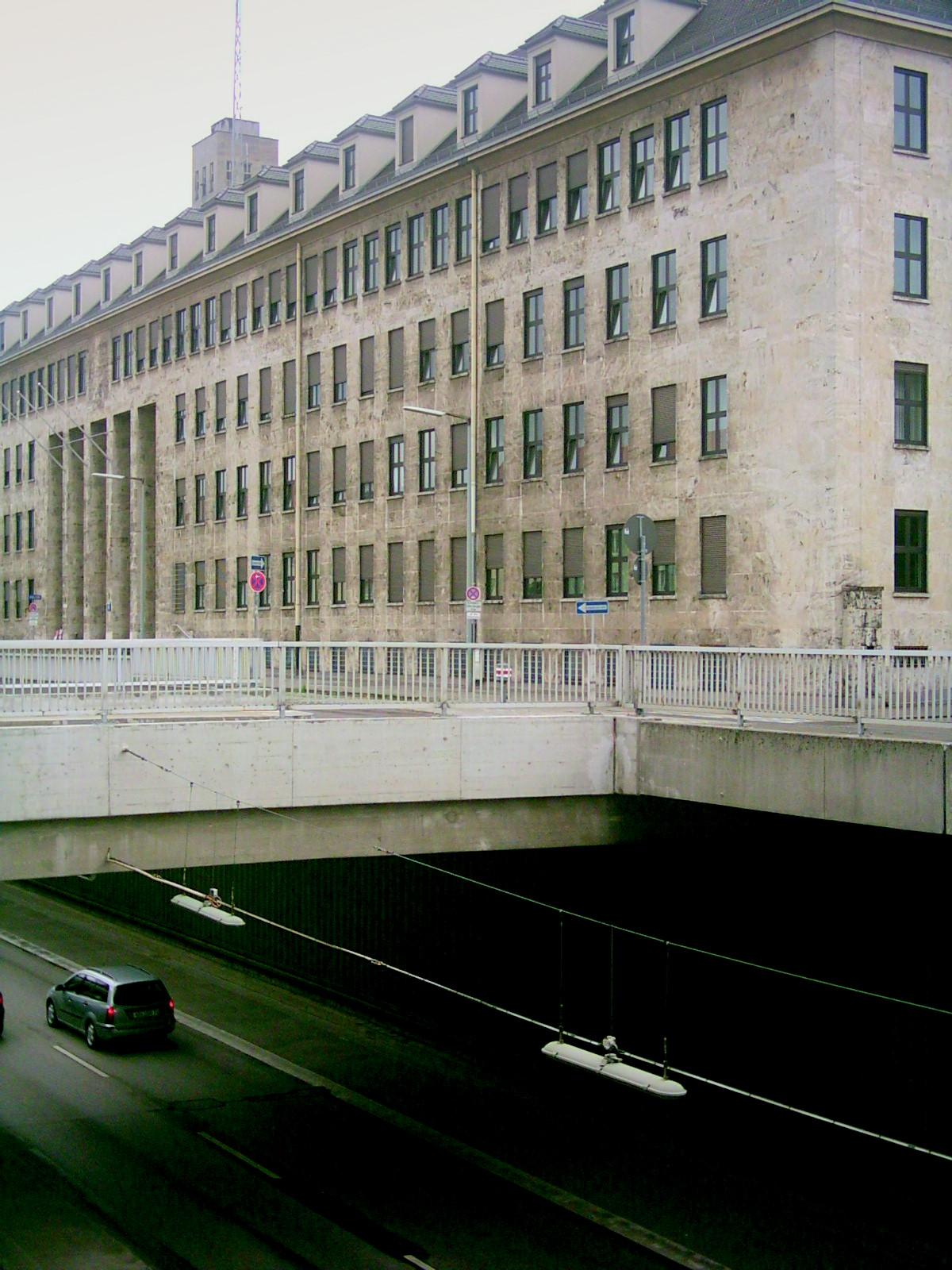
Ehemaliges Dienstgebäude der Reichszeugmeisterei

1929 verfügte die SA in München über eine eigene Zeugmeisterei, die offensichtlich profitabel arbeitete und sich zur Koordinationsstelle für alle entsprechenden Einrichtungen im Reich entwickelt. Seit August 1930 unterstand sie dem Reichsschatzmeister der NSDAP.
Anfang 1930 entwickelte sich die schon seit 1926 vorgeschriebene Pflichtversicherung der Mitglieder zur Grundlage für ein eigenes Parteiunternehmen. Obwohl ein großer Teil der Mitglieder den Beitritt verweigerte, erwirtschaftete das Unternehmen Überschüsse.
In erheblichem Maße trugen in München ab den 1930er Jahren die von der SA abgehaltenen Großveranstaltungen zur Finanzierung bei. Seit Juli 1930 mussten die Ortsgruppen 50 % der Erträge und Sammlungen über die Gauleitungen an die jeweilige SA-Gauführung weiterleiten, die dafür sämtliche Propagandakosten im Gau zu tragen hatte. Damit verbesserte sich die finanzielle Lage zwar, doch kam die SA nicht endgültig aus ihren Finanzierungsproblemen. Einen großen Teil der Kosten, z. B. für Uniformen und für Propagandafahrten, bestritten die SA-Männer aus eigener Tasche.
Ausrüstungs- und Dienstkosten, sowie Beiträge für die obligatorische Parteimitgliedschaft in der NSDAP, hatten die SA-Männer selbst zu tragen. Unter Führung von Pfeffer konnten seit 1929 Zuschüsse und Sozialleistungen vergeben werden, so dass sich die Massenarbeitslosigkeit der Weltwirtschaftskrise als Massenzustrom nutzbar machen ließ.

## Soziale Struktur der SA
Bereits sehr früh waren erhebliche Teile der SA-Mitglieder Arbeiter und Arbeitslose, aber auch Studenten und Mittelschichtangehörige, ganz zu schweigen von der massiven Unterstützung, die die SA bei protestantischen Pastoren fand. Vor allem für Joseph Goebbels war die Sympathie innerhalb der SA sehr groß und vor allem junge Leute wurden durch ihn zu mehr Gewalttaten motiviert.
Bei den höheren Führern vom Standartenführer aufwärts handelte es sich fast ausschließlich um Teilnehmer des Ersten Weltkriegs. Sie hatten in der Kaiserlichen Armee gedient und als der Krieg verloren ging, standen die meisten von ihnen vor dem beruflich-geschäftlichen Nichts. Unter den ranghöchsten dominierten ehemalige Berufsoffiziere und Freikorpsführer. Die SA-Elite war durch das Berufsethos des preußisch-deutschen Offiziers geprägt und zeichnete sich durch ein ausgesprochenes Standesbewusstsein aus. Alle Obergruppenführer waren ehemalige Weltkriegsoffiziere, in Bayern etwa Hans Georg Hofmann, Fritz Ritter von Kraußer und August Schneidhuber. Ähnliches galt für die Gruppenführer wie Friedrich Karl Freiherr von Eberstein, er ging 1933 wieder zurück zur SS, und für Wilhelm Stegmann, welcher 1932 ausgeschlossen wurde. Dieser privilegierte Kreis der höheren SA-Führer grenzte sich nach unten von der Masse der wirtschaftlich bedrängten SA-Leute, deren Aufstiegsmöglichkeiten gering waren, ab. Die Führungsschicht der SA entfremdete sich zunehmend von der Basis. Für die bayerischen Bauern war die SA nicht attraktiv. Sie machten im April 1932 nur 7,3 % der Mitglieder aus. Sowohl der Anteil der Arbeiter als auch der der Arbeitslosen war in der SA aller Wahrscheinlichkeit nach größer als in der Partei.
Im Gegensatz zur SA-Führungsriege waren die unteren und mittleren Dienstränge zum größten Teil jüngere Menschen der Jahrgänge 1900 bis 1910. Historiker Siemens stuft sie als „Kriegsjugendgeneration“ ein, die gezeichnet war von einer Kindheit und Jugend zur Mobilisierung und während des Ersten Weltkriegs.

## Ausbildung in der SA

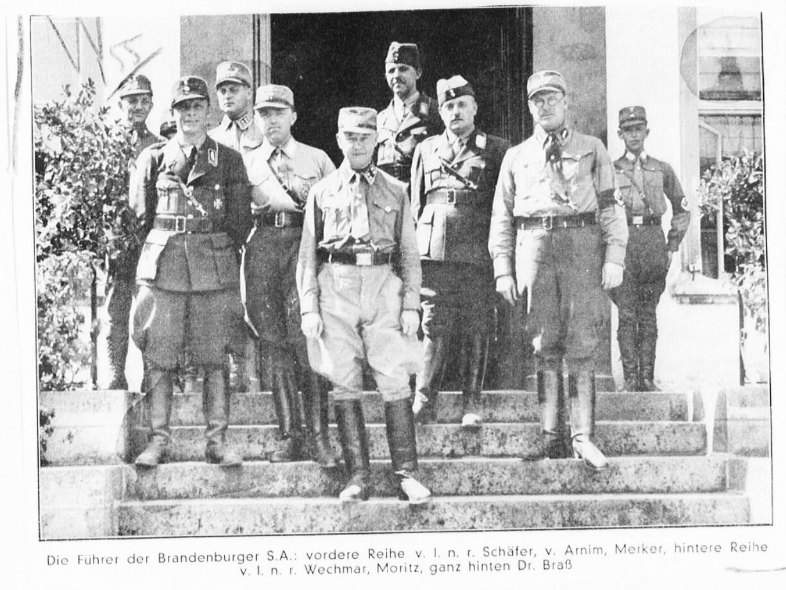
SA Führer, u. a. Eberhard Freiherr von Wechmar († 30. Juni 1934), Achim von Arnim, September 1932. Schloss Harnekop b. Berlin

Wichtigste Bestandteile der SA-Ausbildung waren Marschieren und Exerzieren, Sport und Geländeübungen und die meist wöchentlichen Trupp- oder Sturmabende.
Im März 1931 wurden Pläne für eine Reichsführerschule der NSDAP ausgearbeitet, zu deren Führer am 31. März 1931 der preußische Major a. D. und SA-Gruppenführer Kurt Kühme ernannt wurde. Eröffnet wurde die Reichsführerschule am 15. Juni 1931 in München. Sie widmete sich in erster Linie der Ausbildung von SA-Führungspersonal. Die ersten Vorträge hielten Hitler (über die politischen Aufgaben) und Himmler (über das Prinzip der nationalsozialistischen Führerauslese). Auch andere führende Nationalsozialisten betätigten sich als Referenten. Zur praktischen Schulung gehörte die Behandlung von Aufgaben der SA, der formale SA-Dienst und der Sport mit täglicher körperlicher Grundschulung, Mannschaftswettkämpfen, Wanderungen und Geländeübungen. Der Schwerpunkt der Schulung lag jedoch im Bereich der Propaganda. In den ersten Lehrgängen im Jahr 1931 wurden 468 SA-Führer ausgebildet. Hinzu kam mit der Führerschule in Dresden eine weitere größere Einrichtung dieser Art, bestimmt für das mittlere und höhere Führerkorps. 
Die einzelnen SA-(Ober)-Gruppen richteten auch Führerschulen - auch SA-Gruppenschulen genannt - ein, so die SA-Gruppe Berlin-Brandenburg auf Schloss Harnekop. In Sachsen diente Schloss Klein-Struppen kurz als Führerschule und als wildes KZ gleichzeitig.
Die Reichswehr betrachtete die SA als ein wichtiges Reservoir für den militärischen Nachwuchs. Über das Reichskuratorium für Jugendertüchtigung konnten ihre Mitglieder an vormilitärischen Schulungen teilnehmen. In Bayern fanden Lehrgänge auf den Truppenübungsplätzen in Lager Lechfeld und Hammelburg statt.
Zum SA-Ausbildungssektor gehörte weiterhin das SA-Reichs-SA-Hochschulamt, hauptsächlich für die Studentschaft, unter dem jüngsten SA-General Heinrich Bennecke. Dieser unterstand dem Chef des SA-Ausbildungswesens, geführt seit 1931 dem gleich vom SS-Sturmführer zum SA-Gruppenführer, ab 1935 Obergruppenführer und ff. SS-Obergruppenführer, beförderten Friedrich-Wilhelm Krüger. Bennecke beschrieb in seinen Nachkriegsschriften den ehemaligen Vorgesetzten für einen Mitinitiator, für den „geistigen Urheber des 30. Juni 1934.“